# شاوگن
شاوگن (به لاتین: Tschuggen) یک کوه در سوئیس است که در کانتون گراوبوندن واقع شده‌است. شاوگن ۲٬۰۴۹ متر بالاتر از سطح دریا واقع شده‌است.